# Oddset

Le jeu Oddset

Oddset est un jeu de pronostics et de pari sportif en Allemagne. Le jeu Oddset est proposé par l'union des 16 sociétés de loto des Länder allemands, union appelée Deutscher Lotto- und Totoblock en allemand.

## Types de paris
Oddset est un jeu basé sur la contrepartie, i.e. c'est un jeu où les participants jouent contre l'organisateur, le montant des gains étant indépendant du nombre de gagnants.
Il existe deux types de paris : la Kombi-Wette et la Top-Wette.

### Paris sur une série de résultats
Le premier type de paris Kombi-Wette consiste à prévoir le résultat d'une série de deux à dix matchs sportifs en précisant soit une victoire de l'une ou l'autre des équipes se rencontrant, soit un match nul. À chacun de ces trois résultats est attribué une cote fixe définie à l'avance.

### Paris sur un seul résultat
Le deuxième type de paris Top-Wette consiste à prévoir le résultat d'une rencontre sportive, à chaque résultat possible étant attribué une cote fixe définie à l'avance. Le résultat à prévoir peut être soit le vainqueur du match ou de la compétition (Siegwette) comme le vainqueur d'un Grand Prix de Formule 1, soit le score d'une rencontre (Ergebniswette) comme le score exact d'un match de handball, soit un autre résultat lié à la compétition sportive (Sonderwette) comme le classement d'un pilote  de Formule 1 à un Grand Prix ou le nombre de buts marqués à l'occasion d'un match de football.